# Medalistki mistrzostw Polski seniorów w chodzie na 5000 metrów
Medalistki mistrzostw Polski seniorów w chodzie na 5000 metrów – zdobywczynie medali seniorskich mistrzostw Polski w konkurencji chodu na 5000 metrów.
Chód na 5000 metrów kobiet (na bieżni) rozgrywany był na mistrzostwach kraju od mistrzostw w 1980 r. do mistrzostw w 1998 r. i ponownie od mistrzostw w 2017 r. do mistrzostw w 2023 – w 2024 r. rywalizację zastąpił wyścig na 10000 m. Pierwszą w historii mistrzynią Polski została zawodniczka MKS Gdańsk Katarzyna Figurowska, która uzyskała wynik 28:13,4. W latach 1980 i 1989–1998 mistrzostwa w tej konkurencji były rozgrywane w innych terminach i miejscach niż główne mistrzostwa Polski.
Najwięcej medali mistrzostw Polski (dziesięć) zdobyła Kazimiera Mosio, a najwięcej złotych (siedem) Katarzyna Radtke.
Aktualny rekord mistrzostw Polski seniorów w chodzie na 5000 metrów wynosi 20:55,73 i został ustanowiony przez Katarzynę Radtke podczas mistrzostw w 1998 w Sopocie.

## Medalistki
| NR – rekord kraju \| PB – rekord życiowy \| SB – najlepszy wynik w sezonie \| NL – najlepszy wynik w polskich tabelach w sezonie |

| Mistrzostwa              | 1. miejsce                           | Rezultat    | 2. miejsce                                 | Rezultat | 3. miejsce                          | Rezultat |
| 1922–1979                | nie rozgrywano                       |             |                                            |          |                                     |          |
| Katowice 1980            | Katarzyna Figurowska MKS Gdańsk      | 28:13,4     | Małgorzata Garboś MKS Tarnobrzeg           | 28:21,4  | Celina Dabińska Górnik Wałbrzych    | 28:52,4  |
| Zabrze 1981              | Agnieszka Wyszyńska Górnik Wałbrzych | 27:03,0     | Katarzyna Figurowska MKS Gdańsk            | 27:41,2  | Lucyna Rokitowska AZS Katowice      | 27:54,3  |
| Lublin 1982              | Agnieszka Wyszyńska Górnik Wałbrzych | 25:36,06    | Lucyna Rokitowska AZS Katowice             | 26:19,48 | Katarzyna Figurowska MKS Gdańsk     | 26:36,60 |
| Bydgoszcz 1983           | Agnieszka Wyszyńska Górnik Wałbrzych | 24:49,94    | Beata Bączyk Olimpia Poznań                | 24:56,41 | Kazimiera Mróz Tęcza Mielec         | 25:03,72 |
| Lublin 1984              | Beata Bączyk Olimpia Poznań          | 24:21,02    | Kazimiera Mróz Tęcza Mielec                | 24:29,53 | Maria Lewandowska Stal Stalowa Wola | 24:59,34 |
| Bydgoszcz 1985           | Kazimiera Mróz Tęcza Mielec          | 23:55,33    | Maria Lewandowska Stal Stalowa Wola        | 24:08,64 | Katarzyna Figurowska Lechia Gdańsk  | 24:09,48 |
| Grudziądz 1986           | Zofia Wolan Stal Stalowa Wola        | 24:02,68    | Anna Bąk Stal Stalowa Wola                 | 24:12,51 | Kazimiera Mróz Tęcza Mielec         | 24:24,00 |
| Poznań 1987              | Zofia Wolan Stal Stalowa Wola        | 23:26,23    | Anna Bąk Stal Stalowa Wola                 | 23:40,34 | Beata Zgarda Olimpia Poznań         | 23:41,12 |
| Grudziądz 1988           | Kazimiera Mosio Tęcza Mielec         | 23:25,94    | Katarzyna Schewe Lechia Gdańsk             | 23:30,69 | Anna Bąk Stal Stalowa Wola          | 23:38,68 |
| Sopot 1989               | Kazimiera Mosio Tęcza Mielec         | 23:18,02    | Ewa Musur Olimpia Poznań                   | 23:30,13 | Jolanta Frysztak Lechia Gdańsk      | 23:34,63 |
| Sopot 1990               | Katarzyna Radtke Lechia Gdańsk       | 22:27,85    | Bożena Górecka AZS-AWF Katowice            | 22:29,02 | Beata Kaczmarska Skra Warszawa      | 22:37,07 |
| Sopot 1991               | Katarzyna Radtke Lechia Gdańsk       | 21:58,22    | Beata Kaczmarska Skra Warszawa             | 22:27,73 | Kazimiera Mosio Tęcza Mielec        | 22:28,44 |
| Sopot 1992               | Katarzyna Radtke Lechia Gdańsk       | 21:50,88    | Kazimiera Mosio Tęcza Mielec               | 22:51,10 | Dorota Woda Wawel Kraków            | 23:07,59 |
| Warszawa 1993            | Katarzyna Radtke Lechia Gdańsk       | 22:30,53    | Marta Żukowska Stal Społem Stalowa Wola    | 23:05,30 | Kazimiera Mosio Tęcza-Sokół Mielec  | 23:54,82 |
| Sopot 1994               | Katarzyna Radtke Lechia Gdańsk       | 21:05,53    | Marta Żukowska Stal Społem Stalowa Wola    | 22:53,00 | Kazimiera Mosio Sokół Mielec        | 23:20,16 |
| Warszawa 1995            | Katarzyna Radtke Lechia Gdańsk       | 21:49,73    | Marta Żukowska AZS MKS Gdańsk              | 22:26,03 | Beata Ornoch Flota Gdynia           | 23:38,97 |
| Warszawa 1996            | Bożena Górecka AZS-AWF Katowice      | 23:03,53    | Marta Żukowska AZS-AWF Gdańsk              | 24:00,01 | Monika Bańka AZS-AWF Kraków         | 24:04,77 |
| Katowice 1997            | Agnieszka Anduła Stal Stalowa Wola   | 23:56,53    | Anna Kot Agros Zamość                      | 24:02,73 | Aleksandra Kot Agros Zamość         | 24:03,54 |
| Sopot 1998               | Katarzyna Radtke Lechia Gdańsk       | 20:55,73    | Beata Ornoch Flota Gdynia                  | 22:26,96 | Agnieszka Bątor Sokół Mielec        | 24:15,88 |
| 1999–2023                | nie rozgrywano                       |             |                                            |          |                                     |          |
| Białystok 2017           | Paulina Buziak Stal Mielec           | 22:20,99    | Katarzyna Golba AZS-AWF Katowice           | 22:33,55 | Agnieszka Ellward Flota Gdynia      | 23:12,05 |
| Lublin 2018              | Paulina Buziak Stal Mielec           | 22:50,68    | Katarzyna Zdziebło Stal Mielec             | 23:19,65 | Joanna Bemowska AZS UMCS Lublin     | 24:41,12 |
| Radom 2019               | Katarzyna Zdziebło Stał Mielec       | 22:23,64 PB | Małgorzata Cetnarska Victoria Stalowa Wola | 24:52,65 | Antonina Lorek AZS-AWF Kraków       | 25:41,39 |
| Włocławek 2020           | Katarzyna Zdziebło LKS Stal Mielec   | 21:13,69    | Olga Niedziałek WLKS Nowe Iganie           | 22:35,03 | Agnieszka Ellward WKS Flota Gdynia  | 23:11,98 |
| Poznań 2021              | Agnieszka Ellward WKS Flota Gdynia   | 24:01,24    | Anna Zdziebło LKS Stal Mielec              | 24:20,26 | Magdalena Żelazna AZS-AWF Gorzów    | 24:25,20 |
| Suwałki 2022             | Katarzyna Zdziebło LKS Stal Mielec   | 21:29,23    | Olga Niedziałek WLKS Nowe Iganie           | 22:21,92 | Anna Zdziebło LKS Stal Mielec       | 25:16,02 |
| Gorzów Wielkopolski 2023 | Olga Chojecka WLKS Nowe Iganie       | 21:29,24    | Katarzyna Zdziebło LKS Stal Mielec         | 21:44,29 | Agnieszka Ellward WKS Flota Gdynia  | 23:07,90 |

## Klasyfikacja medalowa
W historii mistrzostw Polski seniorów na podium tej imprezy stanęły w sumie 34 chodziarki. Najwięcej medali – 10 – wywalczyła Kazimiera Mosio, a najwięcej złotych medali (7) – Katarzyna Radtke.
| Lp. | Zawodniczka          | Złoto | Srebro | Brąz | Razem |
| 1.  | Katarzyna Radtke     | 7     | 1      | 0    | 8     |
| 2.  | Kazimiera Mosio      | 3     | 2      | 5    | 10    |
| 3.  | Katarzyna Zdziebło   | 3     | 2      | 0    | 5     |
| 4.  | Agnieszka Wyszyńska  | 3     | 0      | 0    | 3     |
| 5.  | Paulina Buziak       | 2     | 0      | 0    | 2     |
| 5.  | Zofia Wolan          | 2     | 0      | 0    | 2     |
| 7.  | Olga Chojecka        | 1     | 2      | 0    | 3     |
| 8.  | Katarzyna Figurowska | 1     | 1      | 2    | 4     |
| 9.  | Beata Zgarda         | 1     | 1      | 1    | 3     |
| 10. | Bożena Górecka       | 1     | 1      | 0    | 2     |
| 11. | Agnieszka Ellward    | 1     | 0      | 1    | 2     |
| 12. | Agnieszka Anduła     | 1     | 0      | 0    | 1     |
| 13. | Marta Żukowska       | 0     | 4      | 0    | 4     |
| 14. | Anna Bąk             | 0     | 2      | 1    | 3     |
| 15. | Beata Kaczmarska     | 0     | 1      | 1    | 2     |
| 15. | Marta Lewandowska    | 0     | 1      | 1    | 2     |
| 15. | Beata Ornoch         | 0     | 1      | 1    | 2     |
| 15. | Anna Zdziebło        | 0     | 1      | 1    | 2     |
| 15. | Lucyna Rokitowska    | 0     | 1      | 1    | 2     |
| 20. | Małgorzata Cetnarska | 0     | 1      | 0    | 1     |
| 20. | Małgorzata Garboś    | 0     | 1      | 0    | 1     |
| 20. | Katarzyna Golba      | 0     | 1      | 0    | 1     |
| 20. | Anna Kot             | 0     | 1      | 0    | 1     |
| 20. | Ewa Musur            | 0     | 1      | 0    | 1     |
| 25. | Monika Bańka         | 0     | 0      | 1    | 1     |
| 25. | Agnieszka Bątor      | 0     | 0      | 1    | 1     |
| 25. | Joanna Bemowska      | 0     | 0      | 1    | 1     |
| 25. | Celina Dabińska      | 0     | 0      | 1    | 1     |
| 25. | Agnieszka Ellward    | 0     | 0      | 1    | 1     |
| 25. | Jolanta Frysztak     | 0     | 0      | 1    | 1     |
| 25. | Aleksandra Kot       | 0     | 0      | 1    | 1     |
| 25. | Antonina Lorek       | 0     | 0      | 1    | 1     |
| 25. | Dorota Woda          | 0     | 0      | 1    | 1     |
| 25. | Magdalena Żelazna    | 0     | 0      | 1    | 1     |

## Zmiany nazwisk
Niektóre zawodniczki w trakcie kariery lekkoatletycznej zmieniały nazwiska. Poniżej podane są najpierw nazwiska panieńskie, a następnie po mężu:
Beata Bączyk → Beata Zgarda
Joanna Bemowska → Joanan Motor
Paulina Buziak → Paulina Buziak-Śmiatacz
Kazimiera Mróz → Kazimiera Mosio
Katarzyna Schewe → Katarzyna Radtke
Olga Niedziałek → Olga Chojecka